# 장룽샹
장룽샹(장용상, 중국어 간체자: 张龙翔, 정체자: 張龍翔, 1916년 3월 ~ 1996년 10월)은 중국의 화학자, 교육자이다.

## 약력
장룽샹은 1937년에 국립 칭화 대학 이학원(이과대학) 화학과를 졸업하였으며 1942년 토론토 대학교에서 유기 화학 전공으로 박사학위를 받았다. 1946년 베이징 대학 화학과 교수. 1981년-1984년 베이징 대학 교장을 역임하였다. 1996년 베이징에서 사망하였다.